# Меркушенков, Павел Яковлевич
Павел Яковлевич Меркушенков (15 августа, Орловская губерния — 13 марта 1983, Курск) — председатель колхоза «Россия» Медвенского района Курской области, Герой Социалистического Труда (1965).

## Биография
Родился в деревне Погарище Дмитровского уезда Орловской губернии (ныне Железногорского района Курской области) в крестьянской семье. После окончания местной неполной средней школы трудился в колхозе.
Окончил военное училище (1938—1940). Участник Великой Отечественной войны, старший лейтенант. Награждён медалью «За отвагу» и орденом Красного Знамени.
С 1946 года на комсомольской и партийной работе.
В 1955 году избран председателем колхоза «Красное знамя» Медвенского района. С 1962 по 1980 председатель колхоза «Россия» (с. Амосовка). 
Делегат  XXIII съезда КПСС.
С 1981 года ответственный секретарь Курского отделения общества охраны природы.
Герой Социалистического Труда (1965). Заслуженный работник сельского хозяйства Российской Федерации.
Награждён орденами Ленина, Октябрьской Революции, Трудового Красного Знамени, «Знак Почёта».